# Золотое кольцо (теплоход)
«Золотое кольцо» — трёхпалубный (четырехпалубный с учётом трюма) пассажирский круизный речной колёсный дизель-электрический теплоход. Головное судно проекта ПКС-180. Третий полноразмерный пассажирский теплоход, построенный в современной России (после судов проекта PV-300). В качестве движителя имеет гребные колёса. Работает в Волжском бассейне. Крупнейший пассажирский теплоход, способный проходить под мостами Оки и Москвы.

## История
Проектные работы были начаты в 2016 году, судно было заложено 17 января 2018 года, спущено на воду 1 ноября 2019, сдано в эксплуатацию 4 июня 2023 года и начало круизы в том же году. Стало первым судном проекта ПКС-180. Изначально было заложено два теплохода проекта. Судно строилось как реализация идеи «плавучей гостиницы» с барами и видовыми балконами на второй палубе и в корме, а также люксовым и первым классами кают.

## Описание и характеристики
Теплоход имеет длину 81,6 метров, ширину ― 13,83 метров, высоту ― 9,5 метров и вмещает 180 пассажиров, экипаж ― 56 человек. Осадка составляет 1,2 метра, площадь боковой проекции ― 680 м², поперечной ― 113 м². В корме судна по бортам расположены два гребных колеса диаметром 6 метров. «Золотое кольцо» оснащён винторулевой колонкой, что позволяет теплоходу лучше маневрировать на малых скоростях, например, при швартовке. Исследователи из Волжского государственного университета водного транспорта отмечают, что до «Золотого кольца» в мире не было опыта постройки и эксплуатации судов с подобным набором движителей.
В конструкции теплохода использован колёсный движительно-рулевой комплекс (КДРК), разработанный нижегородским конструктором Евгением Фальмоновым (патент на устройство был получен в 2001 году), что позволило уменьшить осадку до 1,2 м. Имеет электромеханический привод гребных колес. Расход топлива в сравнении с энергетической установкой винто-рулевого комплекса мелкосидящего судна сокращается на 40 %. Стоимость судна ― 500 миллионов рублей.
Имеет три пассажирские палубы (без традиционного сквозного опоясывающего прохода по периметру) с 68 двух- и трёхместными каютами класса люкс (все — с отдельными лоджиями), а также открытую полупалубу-веранду с солярием и трюмный уровень с машинными отделениями и каютами экипажа. Имеются ресторан, два бара, тренажерный зал, спа-зона, джакузи, сувенирный киоск, медпункт, детский и подростковый клубы. Теплоход используется на линии «Московская кругосветка» по маршруту Ока — Москва — Волга, причём, в отличие от других круизных лайнеров, «Золотое кольцо» способен проходить через центр Москвы и в целом первым из круизных суден способен работать на мелководье, благодаря чему стало возможным расширить географию круизов по водным путям внутри России почти вдвое.